# C/1471 Y1
C/1471 Y1 est une comète non périodique du Système solaire, passée près de la Terre entre la fin de l'année 1471 et le début de l'année 1472. 
La comète est apparue dès le mois de décembre 1471. On l'observe au Japon vers le 9 janvier 1472, où on estime que c'est la plus grande comète jamais vue. Elle a aussi été vue en Chine et en Corée. 
L'astronome Regiomontanus observe la comète à l'aide d'un rayon astronomique (ou bâton de Jacob) à partir du 13 janvier 1472 et jusqu'à la fin du mois de février. Il estime alors de manière erronée sa distance de la Terre à 9 rayons terrestres.  
Elle est restée visible peut-être jusqu'en avril. 